# Joana Manuel
Joana Manuel (ca. 1333/1339–Salamanca, 27 de març de 1381) va ser reina consort de Castella.

## Orígens
Joana va néixer el 1333 o el 1339. En termes generals, habitualment s'acostuma a dir que es desconeix el seu lloc de naixement, si bé hom afirma que va néixer a Sevilla. Va pertànyer al llinatge dels Manuel, una de les famílies aristocràtiques castellanes més poderoses del segle XIV, emparentada amb els monarques de Castella. Va ser filla de l'infant i cortesà Joan Manuel, net de Ferran III de Castella, duc de Villena i cèlebre escriptor de prosa en llengua castellana, i de la seva segona esposa, Blanca de la Cerda.

## Matrimoni
Filla de l'infant Joan Manuel i besnéta de Ferran III de Castella.
Es va casar el 27 de juliol de 1350 amb Enric de Trastàmara, germà bastard de Pere I de Castella, que més tard va regnar com Enric II de Castella. Inicialment, morts els seus pares, el seu germà Ferran va oposar-se al matrimoni, i quan va morir el rei Alfons XI, va intentar casar-la amb el nou rei, Pere I, o amb algun infant d'Aragó, però la mare d'Enric, Elionor de Guzmán va organitzar una boda i la consumació del matrimoni en secret.

## Persecució
La notícia del casament no va agradar a la cort i va comportar una persecució del rei Pere I, i va provocar la fugida de Joana i Enric a Astúries. El 1354 va assistir a una justa contra el rei Pere a Toro, acompanyada de les reines Maria i Elionor, que va provocar moltes morts, i de resultes, va ser empresonada per ordre del rei, mentre que el seu marit sí va aconseguir fugir.
Més endavant va ser alliberada per Pedro Carrillo, que la va portar fins a l'Aragó, on va ser rebuda pel seu espòs. Va començar una guerra entre ambdós germans i Joana va començar a intitular-se reina el 1366 a Burgos. Després, la parella va haver de fugir a França amb els seus fills. Joana va tornar poc abans que el seu espòs matés en batalla el seu germà a la batalla de Montiel, esdevinguda el 23 de març de 1369.

## Reina de Castella
Proclamada i reconeguda com a reina consort de Castella, va ostentar el títol mentre va regnar Enric II, entre 1369 i 1379. Mentre va regnar, es va ocupar de casar els seus fills de manera convenient el 1375. Va ser la mare del futur Joan I de Castella, i de les infantes Elionor, casada amb Carles III de Navarra, i Joana. Després de la mort d'Enric, va viure dos anys més. Va morir a Salamanca el 27 de maig del 1381. El seu cos va ser traslladat i va ser enterrat a la capella de Reyes Nuevos de la catedral de Toledo. En el seu epitafi posa «en vida i mort no deixà l'hàbit de Santa Clara», però sembla que només va vestir-lo durant la viduïtat.

## Descendents
El matrimoni de Joana i Enric van tenir els fills següents:
- Joan I de Castella (1358-1390)
- Elionor de Castella (1362-1415)
- Joana de Castella (1367-1374)